# انهيار منجم ذهب النيجر
انهيار منجم ذهب النيجر في 7 نوفمبر 2021 أدى انهيار منجم ذهب حرفي إلى مقتل 32 من عمال المناجم على الأقل. يقع المنجم في منطقة مرادي في النيجر.

## الانهيار
قال أدامو جيراو عمدة منطقة دان عيسى لوكالة الأنباء الفرنسية «إن عدد القتلى المؤقت هو 18 شخصًا، ودفنناهم هذا الصباح». وتم نقل سبعة عمال مناجم آخرين إلى المستشفى مصابين بجروح.